# Terremoto de Popayán de 1983
El Terremoto de Popayán de 1983 fue un terremoto que ocurrió en la mañana de jueves santo 31 de marzo de 1983 en Popayán, Colombia. El terremoto tuvo una magnitud de 5,5 (calculada con ondas de cuerpo) e intensidad VIII grados en la escala de Mercalli con un epicentro al suroeste de Popayán y una profundidad de 12 a 15 kilómetros. El terremoto mató a 267 personas y tuvo como consecuencia nuevas leyes con respecto a la construcción de edificios sismorresistentes en zonas de alto riesgo.

## Terremoto
Su epicentro fue localizado a 46 km al suroeste y el hipocentro a unos 4 kilómetros de profundidad y su duración fue de 18 segundos. La cifra de muertos se calcula en trescientos y más de diez mil personas quedaron sin techo; amplias zonas del sector histórico construido en ladrillo y tapia se vieron afectadas, los edificios públicos y gran parte de las iglesias, construidas en los tiempos de la colonia, fueron averiados. La cúpula de la Catedral se desplomó y allí perecieron 90 personas que esperaban el inicio de los oficios religiosos del día. Las bóvedas del cementerio católico se abrieron y cientos de cadáveres y restos de huesos humanos quedaron expuestos. Los extremos de la pista de aterrizaje y la torre de control del aeropuerto de Machángara (hoy Guillermo Valencia) se semidestruyeron.

## Daños y víctimas
El total de construcciones derruidas fue de 2.470 viviendas construidas en ladrillo perteneciente a familias de bajos ingresos mientras que otras 6.680 sufrieron daños considerables, que conformaban los barrio El Cadillal, Pandiguando, La Esmeralda y Pubenza, este último consistía en un conjunto de condominios llamados Los Bloques de Pubenza en el que habitaban unas 150 familias; su infraestructura cedió por la magnitud del sismo y provocó un número considerable de muertos. Los Bloques de Pubenza consistían en 12 conjuntos arquitectónicos cada uno con 8 aparamentos distribuido en cuatro pisos. El terremoto también devastó a Timbío, un municipio próximo a Popayán.
Inmediatamente, se iniciaron las actividades de rescate de heridos y primeros auxilios por la Cruz Roja, seccional Cauca, quienes vía radio empezaron a solicitar ayuda; llegaron auxilios de todas partes de la nación de Colombia y países vecinos, La Defensa Civil, el Cuerpo de Bomberos, la Policía Nacional, el Ejército y otras asociaciones voluntarias participaron en el rescate y transporte de heridos graves al Hospital Universitario San José de Popayán, que contaba con refuerzos médicos del hospital universitario de Cali. Los servicios de salud colapsaron por el gran número de heridos por lo que se remitieron a la ciudad de Cali unos 130 heridos. Pasado un tiempo lleno de algunas réplicas, la población comenzó a recuperar sus pertenencias de entre los escombros y a recoger materiales de construcción que pudieran utilizar nuevamente. La solidaridad nacional e internacional se hizo presente en auxilios de hombres, dinero, medicamentos, víveres y material.

## Reconstrucción
La ciudad fue reconstruida en cinco años, aunque muchas edificaciones demoraron más. A pesar de los destrozos causados, un esfuerzo masivo se llevó a cabo durante la década siguiente para reconstruir y restaurar la ciudad y permitirle recuperar el esplendor y la belleza de su arquitectura colonial. La mayoría de edificaciones de valor histórico y religioso debieron ser reconstruidas partiendo de la memoria fotográfica. La ayuda extranjera que proviene de muchos países y organizaciones se va organizando de tal forma que cada país u organización se encargue de recuperar alguna zona; es así como el gobierno alemán reconstruyó la Ermita, Asocaña reconstruyó la Torre del Reloj y la embajada de España reconstruyó el templo de San Francisco. Japón invirtió en la vereda de Julumito, la firma Rodrigo Llano trabajó en la iglesia de Santo Domingo y Antioquia apoyó a Cajibío. La alcaldía de Bogotá construyó el barrio Santa Fe de Bogotá; Solidaridad por Colombia, el Bello Horizonte; Suiza el barrio Suizo y el Minuto de Dios el barrio del mismo nombre. La gobernación del Meta apoyó la reconstrucción de la escuela el Retiro, con otros donantes más, y la Comunidad Colombiana en el Exterior, Barrio Colombia. La Unión Europea hizo aportes para la reconstrucción de barrios populares como María Oriente, Poblazón y otros, reconstruyendo las viviendas y dotándolas de servicios básicos. El gobierno español, a través de la Agencia Española de Cooperación Internacional -que tiene una de sus sedes en Popayán-, apoyó igualmente una parte importante de la estrategia de recuperación de la ciudad antigua, al igual que la Cooperación Alemana.

## Efectos
Según el artículo del historiador, Director de la Casa Museo Negret & MIAMP, Oscar Esteban Hernández Correa, "El desplome de 448 años de historia, en tan solo 18 segundos" el terremoto de 1736 marcó una etapa decisiva en la historia de la ciudad, produjo cuantiosos daños en lo material pero al mismo tiempo promovió grandes iniciativas, creó expectativas y sembró esperanzas para construir un mundo mejor, una ciudad nueva y pujante que desafiara al tiempo y a las fuerzas de la naturaleza.
Curiosamente, ese evento telúrico, propició el auge del comercio en el hoy “sector histórico” de Popayán, reconstruyéndose las casas que inicialmente fueron de una, en dos plantas, ubicándose las tiendas en la primera, junto a las áreas de servicio, y los espacios familiares en la planta alta.
149 años después del anterior, el lunes 25 de mayo de 1885, ya en época republicana, aproximadamente a las 6:oo p. m., un fuerte sismo volvió a semidestruir la ciudad de Popayán, dejando 6 personas muertas y algunos heridos; afectando en menor medida al Tambo, Cali, Trujillo, Buga, Tuluá y Palmira..
Posteriormente, el miércoles 31 de enero de 1906 7 (21 años después del anterior) a las 11:00 a. m., un fuerte sismo azotó nuevamente a Popayán, destruyendo parte de la iglesia de San Francisco y la antigua biblioteca de su convento anexo, la iglesia de San Agustín; entre otros daños en templos y edificaciones particulares.Simultáneamente afectó con menor intensidad a Timbío, y a las ciudades de Cali, Buenaventura, Pereira, Manizales, Neiva; y generó un tsunami en Guapi que destruyó los caseríos de Playa Quiroga y Playa Corbal. Sesenta y un años después del anterior, el jueves 9 de febrero de 1967, a las 10:15 a. m., un sismo afectó nuevamente a la Capital del Departamento del Cauca, destruyendo parcialmente algunas edificaciones del sector histórico, principalmente la iglesia de Belén, que debió ser posteriormente restaurada. Ese mismo evento telúrico, afectó gran parte de la región andina, causando significativos daños en ciudades como Pasto, Cali o Bogotá, finalmente, a más de una década del anterior, el Jueves Santo 31 de marzo de 1983, a las 8:15 a. m.9, un sismo magnitud 5.610 sobre la escala de Richter, alteró dramáticamente, esta vez, en 18 segundos, 447 años de vida cívica de la ciudad de Popayán, desencadenando a partir de la tragedia misma, una serie de complejos procesos de orden urbanístico, demográfico y sociocultural, que casi tres décadas después, aún afectan el presente de sus moradores, influyendo en la concreción de su futuro, y en la reconfiguración de sus imaginarios comunes.
Ante lo observado por el sismo en Popayán, se empezaron a aplicar y exigir las normas de sismo resistencia en toda construcción en Colombia.

## Cronología
En esa misma edición del 1 de abril, una interesante nota en la página 7, titulada “Cronología de la tragedia” da cuenta minuto a minuto de forma precisa, de la gravedad de los hechos:
- 8:12 a. m. 31 de marzo de 1983: Se producen dos leves y continuos movimientos sísmicos.
- 8:13 Fuerte terremoto de aproximadamente 18 segundos. Afecta el sur occidente del país; las principales poblaciones afectadas fueron Popayán, Cajibío, Timbío y Piendamó.
- 8:55 Reunión extraordinaria de autoridades departamentales y municipales para controlar la situación.
- 9:15 El presidente Belisario Betancur se desplaza desde Neiva hasta Popayán para asumir el control de la tragedia.
- 9:50 Llega el presidente Betancur al aeropuerto de Machángara (hoy aeropuerto Guillermo León Valencia).
- 10:11 Se reúne el presidente con la gobernadora Amalia Gruesso de Salazar y el alcalde Guillermo Salazar para conformar un comité de emergencia.
- 10:45 Declaran a Popayán en estado de emergencia.
- 11:05 El presidente recorre por aire y tierra las zonas del desastre.
- 11:14 Entregan lista de 11 muertos identificados.
- 11:30 El gobernador de Boyacá, Guillermo Tórres Barrera, anuncia envío de alimentos, medicamentos y carpas.
- 11:50 El presidente Belisario Betancur y los ministros de Defensa y de Gobierno, ordenan militarizar la ciudad para garantizar la seguridad de la ciudadanía.
- 12:00 Prohíben la salida de alimentos de Popayán.
- 12:30 Orden a los turistas evacuar la ciudad para evitar congestiones y falta de alimentos.
- 12:31 Llega el primer destacamento de la Cruz Roja y Defensa Civil desde Bogotá para ayudar a las labores de socorro y atención médica.
- 12:45 Arribo a Popayán de la viceministra de Salud María Teresa de Saade.
- 1:15 (p. m.) Segunda lista parcial de víctimas.
- 2:00 El presidente Belisario Betancur viaja a Bogotá.
- 2:15 Sale de Bogotá el primer viaje de médicos y enfermeras voluntarias.
- 2:17 Se anuncia oficialmente que todos los actos programados dentro de la Semana Santa y el Festival de Música Religiosa quedan cancelados.
- 3:00 Te Déum (?) y Réquiem en inmediaciones de la Catedral.
- 3:30 Se prohíbe el tránsito y llegada de personas a Popayán.
- 3:40 Llegan procedentes de Cali, las primeras máquinas para la remoción de escombros.
- 4:00 Solicitan a familiares de las víctimas trasladar –en lo posible- a las víctimas a otras ciudades para su sepultura. Los cementerios de la ciudad también fueron destruidos.
- 4:15 Se plantea la posibilidad de incinerar los cadáveres para evitar problemas sanitarios.
- 4:25 Se constituyen en los barrios brigadas de vigilancia y solidaridad para evitar saqueos.
- 4:30 Se entrega una nueva lista de víctimas.
- 4:32 Comienza la remoción de escombros en las zonas residencias de Pubenza, Las Torres y Barrio La Esmeralda.
- 4:50 La Cruz Roja Colombiana entrega lista parcial de heridos.
- 4:56 El viceministro de Gobierno Gustavo Zafra Roldán señala que la situación es grave pero está totalmente controlada.[8]